# 21611 Rosoff
21611 Rosoff è un asteroide della fascia principale. Scoperto nel 1999, presenta un'orbita caratterizzata da un semiasse maggiore pari a 2,6759130 au e da un'eccentricità di 0,1980587, inclinata di 12,56998° rispetto all'eclittica.
L'asteroide è dedicato allo studente statunitense Matthew Scott Rosoff.